# Прапор Таїланду
Прапор Таїланду — один з офіційних символів Таїланду. Офіційно затверджений 28 серпня 1917 році відповідно до королівського декрету. Тайська назва прапора ธงไตรรงค์ (Тонг Трайронг), що перекладається як «трикольоровий прапор» або «триколор».
Прапор складається з п'яти горизонтальних стрічок червоного, білого та синього кольору. Синя стрічка посередині вдвічі ширша за червону і білу стрічки. Кольори на прапорі символізують неофіційний девіз Таїланду: народ-релігія-король.
Значення кольорів на прапорі таке: синій символізує королівську владу, червоний символізує народ, а білий — релігію.

## Історія

Прапор 1782 р. з чакрою

Прапор 1855—1916 рр.

Прапор 1916 р.

Перший прапор Сіаму (так раніше називався Таїланд), скоріш за всього був просто червоного кольору і з'явився при правлінні короля Нараї (1656—1688 рр.). Пізніше на прапор почали додавати різні символи: біла чакра, білий слон та інші. Офіційно перший прапор був затверджений у 1855 році королем Монгутом на якому був зображений білий слон (королівський символ) на червоному полотні. У 1916 році дизайн прапора став таким самим, як і сучасний, проте замість синьої стрічки використовувалась червона. У 1917 році колір середньої стрічки був змінений на синій, колір п'ятниці — день коли король Важиравід народився.

## Цікаві факти
Цікаво, що прапор Таїланду схожий на прапор Коста-Рики, відмінність в тому, що синій і червоний кольори інвертовані. Однак значення кольорів на прапорі Коста-Рики інші.